# Rawsonville (Michigan)
Pour les articles homonymes, voir Rawsonville.
Rawsonville, au Michigan (également appelée Snow's Landing et Michigan City) est une ville fantôme divisée entre le township de Van Buren Charter dans le comté de Wayne et le township de Ypsilanti Charter dans le comté de Washtenaw. L'emplacement actuel de Rawsonville se trouve principalement sous le lac Belleville, de l'autre côté de l'Interstate 94 (en), en face de l'aéroport Willow Run (en). Le village a été inondé en 1925 lorsque la Eastern Michigan Edison Company a construit le barrage et la centrale électrique de French Landing sur la rivière Huron.
L'ancienne communauté a été déclarée site historique de l'État du Michigan le 27 octobre 1983.

## Histoire
En 1800, le premier colon Henry Snow est venu à cet endroit qui s'appelait à l'origine Snow's Landing. En 1825, Ambline Rawson et son père sont arrivés au village. Le plat communautaire, comme Michigan City par Amasah Rawson et deux autres, a été déposé le 7 janvier 1836. Le 14 novembre 1838, le bureau de poste de Van Buren fut transféré à Rawsonville et prit ce nom. 
À l'époque de la guerre civile, le village se portait bien avec un moulin à grains, une scierie, une usine de poêles et un fabricant de chariots. Avec la construction du chemin de fer, la communauté a été contournée, ce qui a nui aux industries de la région. 
Le 25 octobre 1895, le bureau de poste est fermé, puis rouvert le 20 novembre 1895, avant de fermer à nouveau le 28 février 1902. En 1925, un barrage a été mis en place sur la rivière Huron, plaçant la plus grande partie du village sous l'eau du nouveau lac Belleville (en). Le seul signe visuel indiquant qu'un village se trouvait ici à un moment donné est le repère historique situé devant le McDonald's sur Rawsonville Road et en face de Grove Road.